# Сферична тригонометрия
Сферичната тригонометрия е учение да решаване на сферичните триъгълници с помощта на тригонометричните функции

## История
По исторически причини сферичната тригонометрия се развива значително по-рано от много по простата от нея равнинна тригонометрия. Обяснението е, че сферичната тригонометрия е играла съществена роля в астрономията на древността, докато развитието на равнинната тригонометрия става необходимо по-късно.
Основните теореми на сферичната тригонометрия са формулирани от учените на средновековния изток ал-Батани (IX в.), ибн Арак ал Хорезми (Х в.), Абу'л Вафа ал Хорезми (Х в.) и ал-Худжанди (Х в.) Първото изложение на системата на сферичната тригонометрия е дадено от Несредин ал-Туси (XIII в.), който първи отделя тригонометрията от астрономията.
Вече сляп, на 72 години, Леонард Ойлер изгражда цялата система от формули на сферичната тригонометрия и задава днешния ̀и облик.